# Роккабернарда
Роккабернарда (італ. Roccabernarda, сиц. Roccabinnarda) — муніципалітет в Італії, у регіоні Калабрія,  провінція Кротоне.
Роккабернарда розташована на відстані близько 490 км на південний схід від Рима, 35 км на північний схід від Катандзаро, 23 км на захід від Кротоне.
Населення — 3430 осіб (2014).
Покровитель — San Francesco di Paola.

## Демографія
Населення за роками:

Станом на 1 січня 2023 року в муніципалітеті офіційно проживало 85 іноземців з 16 країн, серед них 40 громадян країн Євросоюзу.

## Сусідні муніципалітети
- Каккурі
- Котронеї
- Кутро
- Мезорака
- Петілія-Полікастро
- Сан-Мауро-Маркезато
- Санта-Северина